# قدر (علم الفلك)
في علم الفلك، القَدْر هو مقياس لوغاريتمي لسطوع جسم في السماء، ويكون على الطول الموجي أو النطاق العالي في الطيف المرئي أو الأشعة تحت الحمراء. أول من عمل بالقَدْر هو الفلكي اليوناني أبرخش.
علماء الفلك يستخدمون نوعين معروفان من القدر:
القدر الظاهري: يعبر عنه ب m أو vmag في الطيف المرئي وهو سطوع جسم ما في سماء الليل من الأرض.
القدر مطلق: يعبر عنه (Mv , V , H) يصف سطوع جسم ما إذا تم وضعها على مسافة معينة من الأرض، المسافة هي 10 فرسخ فلكي للنجوم و 1 وحدة فلكية إذا كان كوكب أو كويكب، يقدر حجم كويكب عادة على أساس حجمه المطلق.
الجسم الأكثر إشراقا تكون له قيمة قدر منخفضة والأكثر إشراقا يمتلك قدر سلبي. الشمس مثلا لها قدر ظاهري -27 (ناقص سبعة وعشرون)، القمر الكامل -13، كوكب الزهرة -5، الشعرى اليمانية ألمع نجوم مرئية في السماء ليلا لديه -1.5.
القدر الظاهري يمكنه استخدامه مع الأجسام المصنوعة من طرف البشر في مدار الأرض، أقوى سطوع للساتل يكون بقدر ظاهري -9، ومحطة الفضاء الدولية تصل إلى -6 .بما أن القياس لوغاريتمي، أي تغير في قدر السطوع يكون بمعامل 2.512، فالنجوم التي لها قدر 4 تكون مائة مرة أكثر إشراقا من نجوم بقدر 9، اختلاف القدر بين النجمين هو 5 يعني 2.512 أس 5 (2.512^5).

## تاريخ
نظام القدر يعود ما يقرب من 2000 سنة إلى الفلكي اليوناني أبرخش (أو الفلكي الإسكندري بطليموس - المراجع تختلف) الذي يصنف النجوم من وضوح لمعانها، وهو ما اعتبروه الحجم (كبر حجم). للعين المجردة، تظهر نجمة الشعرى اليمانية أو السماك الرامح أكبر من نجمة المئزر والتي تبدو أكبر من النجم الخافت سها.
كان تعيين النجوم الأكثر إشراقا بنجوم الدرجة الأولى«القدر الأول»، في حين النجوم الخافتة للعين المجردة هي «القدر السادس» أو من الدرجة 6. يتسم نظام التصنيف بالبساطة عند الانتقاء من السطوع نجمي وقسمت النجوم إلى ست مجموعات متميزة لكن لم يتطرق إلى الاختلافات في السطوع ضمن مجموعة.
حاول تيخو براهي مباشرة قياس «أكبر» النجوم من حيث الحجم الزاوي، وخلص إلى أن نجوم الدرجة الأولى بقياس 2 دقيقة قوسية في قدرها الظاهري (1/30 درجة، أو 1/15 من قطر القمر الكامل)، والمجموعة الثالثة من التصنيفات الستة للنجوم قياس 02/03، 13/12، 04/03، 02/01، 03/01'، تعتبر متعاقبة. تطوير التلسكوب اظهر أن هذه الأحجام الكبيرة كانت وهمية لأن نجوم كانت صغيرة من خلال التلسكوب.
أولى التلسكوبات كانت تلمح صور زائفة للنجوم لأنها تفقع شكل النجوم (معروف أيضا بظاهرة قرص أيري نسبة إلى العالم جورج إيري) ناتج الصور يوهم أن النجوم الأكثر إشراقا كبيرة الشكل والأقل ضياء هي صغيرة.تشويش قرص أيري غالط علماء الفلك من غاليليو إلى جاك كاسيني، وبالتالي فإن الناس في القرن الثامن عشر واصلو الاعتقاد بأن قدر (الضياء) هو قياس للحجم المادي للنجم.
أنشأ يوهانس هيفيليوس جدول دقيق للنجوم باستخدام التيليسكوب.و أصبح قاس الأقطار برتب تبدأ من 6 ثواني قوسية للقدر الأول نزولا ثانيتين قوسيتان لترتيب السادس من القدر.
مع الوقت اكتشف العالم الفلكي ويليام هيرشل ان التليسكوب ذو العدسة المحدبة يعطي شكل للنجم كاذب والقدر الإشراقة مشوش وان هناك نجوم لها حجم كبير بالمقارنة مع قدر إشراقه.حتى في القرن التاسع عشر استمر نظام القدر القديم ذو الفئات الست الذي يحدد حجم النجم من حيث حجم القدر.
ومع ذلك، في منتصف القرن التاسع عشر كان علماء الفلك يقيسون المسافات إلى النجوم عبر المنظر النجمي، وفهمو أن النجوم هي أساسا بعيدا جدا حتى تظهر كمصادر للضوء.و بعد التقدم في فهم حيود الضوء والرؤية الفلكية، فهم علماء الفلك تماما أن الأحجام التي كانت للنجوم زائفة وكيف تتأثرت الأحجام من كثافة الضوء القادم من نجم (هذا هو القدر الظاهري للنجم، والذي يمكن قياسه بوحدات واط / سم2) ويعني ان النجوم الأكثر إشراقا تظهر أكبر حجما.

## تعريف الحديث
قد المقاس الفوتومتري (على سبيل المثال، صنع نجم زائف باستخدام الضوء في حقل التلسكوب وتعديله لمقارنة السطوع بينه وبين النجوم الحقيقية) أظهرت أن قدر النجوم الدرجة الأولى 100 مرات أكثر إشراقا من النجوم في القدر السادس
في عام 1856 نورمان بوغسون اقترح مقياس لوغاريتمي من {\displaystyle {\sqrt[{5}]{100}}\approx } تقريبا 2.512 اعتمادها بين ترتيب القدر، هذا يتوافق مع خمس ترتيبات للمقادير. كل تصنيف من القدر يعادل الاختلاف في سطوع 1001/5 أو ما يقرب من 2.512 مرة من سابقه. ونتيجة لذلك، نجم الدرجة الأولى حوالي 2.5 مرات أكثر إشراقا من نجم القدر الثاني، و مشرق2.52 من نجم بالقدر الثالث، ومشرق 2.53 من نجم بالقدر الرابع، وهكذا.
هذا هو نظام القدر الحديث، والذي يقيس سطوع، وليس الحجم الظاهري للنجوم. باستخدام المقياس اللوغاريتمي، فمن الممكن لنجمه أن تكون أكثر إشراقا من «الدرجة الأولى»، لذلك السماك الرامح له قدر 0، الشعرى اليمانية قدر -1.46.

## السلم
كما ذكر أعلاه، يظهر السلم المعتمد "في الاتجاه المعاكس، مع الأجرام المشرقة يكون القدر سلبي مقارنتا مع التي لديها قدر إيجابي.
الأجسام التي تظهر إلى اليسار من الخط هي أكثر إشراقا، في حين أن الأجسام التي تظهر إلى اليمين هي باهتة.

## مشكلات
تنخدع العين البشرية بسهولة، تصنيف أبرخش مثال عن ذلك. العين البشرية هي أكثر حساسية للأصفر / أحمر من اللون الأزرق، وأفلام التصوير الضوئي أكثر إلى اللون الأزرق من لأصفر / أحمر، وهذا يعطي قيم مختلفة للجسم من حيث الحجم والقدر في التصوير الفوتوغرافي. ويمكن أيضا أن يتأثر القدر الظاهري من عوامل عدة مثل الغبار أو السحب لأنها تمتص بعض من الضوء.فمن البديهي وجود نجم فائق الضخامة لكن باهت جدا لأن قدره منخفض جدا.

## امثلة
جدول القدر للأجسام السماوية والأقمار الصناعية بدءا من المتألقة إلى أضعف جسم مرئي بتلسكوب هابل الفضائي (HST):
| −27 | 6.31×10  | الشمس       | −7 | 631       | المستعر الأعظم 1006                                                     | 13 | 6.31×10−6  | سي 273 / حدود تلسكوب 4.5–6" (11–15 سم) |
| −26 | 2.51×10  |             | −6 | 251       | محطة الفضاء الدولية                                                     | 14 | 2.51×10−6  | بلوتو / حدود تلسكوب 8–10" (20–25 سم)   |
| −25 | 1×10     |             | −5 | 100       | الزهرة                                                                  | 15 | 1×10−6     |                                        |
| −24 | 3.98×109 |             | −4 | 39.8      | الأجسام البعيدة وضوحا خلال النهار بالعين المجردة عندما تكون الشمس عالية | 16 | 3.98×10−7  | شارون                                  |
| −23 | 1.58×109 |             | −3 | 15.8      | المشتري - المريخ                                                        | 17 | 1.58×10−7  |                                        |
| −22 | 6.31×108 |             | −2 | 6.31      | عطارد                                                                   | 18 | 6.31×10−8  |                                        |
| −21 | 2.51×108 |             | −1 | 2.51      | الشعرى اليمانية                                                         | 19 | 2.51×10−8  |                                        |
| −20 | 1×108    |             | 0  | 1         | النسر الواقع - زحل                                                      | 20 | 1×10−8     |                                        |
| −19 | 3.98×107 |             | 1  | 0.398     | قلب العقرب                                                              | 21 | 3.98×10−9  | كاليرهوي                               |
| −18 | 1.58×107 |             | 2  | 0.158     | الجدي                                                                   | 22 | 1.58×10−9  |                                        |
| −17 | 6.31×106 |             | 3  | 0.0631    | قلب تشارلز                                                              | 23 | 6.31×10−10 |                                        |
| −16 | 2.51×106 |             | 4  | 0.0251    | ألفا السرطان                                                            | 24 | 2.51×10−10 |                                        |
| −15 | 1×106    |             | 5  | 0.01      | فيستا - اورانس                                                          | 25 | 1×10−10    | فينرير                                 |
| −14 | 3.98×105 |             | 6  | 3.98×10−3 | حد العين المجردة                                                        | 26 | 3.98×10−11 |                                        |
| −13 | 1.58×105 | البدر       | 7  | 1.58×10−3 | سيريس                                                                   | 27 | 1.58×10−11 | حدود تلسكوب 8 متر                      |
| −12 | 6.31×104 |             | 8  | 6.31×10−4 | نبتون                                                                   | 28 | 6.31×10−12 |                                        |
| −11 | 2.51×104 |             | 9  | 2.51×10−4 |                                                                         | 29 | 2.51×10−12 |                                        |
| −10 | 1×104    |             | 10 | 1×10−4    | حد منظار 7X50                                                           | 30 | 1×10−12    |                                        |
| −9  | 3.98×103 | سطوع الساتل | 11 | 3.98×10−5 |                                                                         | 31 | 3.98×10−13 |                                        |
| −8  | 1.58×103 |             | 12 | 1.58×10−5 |                                                                         | 32 | 1.58×10−13 | حدود قدرة مرصد هابل الفضائي            |